# J.K. Simmons
Jonathan Kimble Simmons (Detroit (Michigan), 9 januari 1955) is een Amerikaanse acteur.

## Biografie
Simmons werd geboren in Detroit, Michigan als zoon van Patricia Kimble en Donald William Simmons. Hij heeft nog een broer genaamd David en een zus Elizabeth. Simmons studeerde aan de University of Montana en was lid van het Seattle Repertory Theatre.

### Carrière
Voor zijn film- en tv-carrière was Simmons een Broadway-acteur en -zanger. Hij deed mee in de wederopstanding van Guys and Dolls als Benny Southstreet. Hij speelde ook de rol van Jigger in een nieuwe versie van Carousel in de Houston Grand Opera.
Simmons is bekend om zijn tv-rol van Dr. Emil Skoda, een forensisch psychiater die meedeed in drie van de vier incarnaties van Law & Order, en als de sadistische Vernon Schillinger in de gevangenisdramaserie Oz.
Simmons speelde ook een kleine rol in het spel Command and Conquer Red Alert 3 als Amerikaans president.
Als filmacteur is hij onder andere bekend als Daily Bugle-hoofdredacteur J. Jonah Jameson in Spider-Man, Spider-Man 2, Spider-Man 3, en later ook Spider-Man: Far From Home en Spider-Man: No Way Home in het Marvel Cinematic Universe. Simmons deed ook de stem van een op Jameson gebaseerd personage in een aflevering van The Simpsons en de stem van Tenzin, de zoon van Avatar Aang en Katara in de animatieserie De Legende van Korra. Verder was hij te zien als Ralph Earnhardt, de vader van de beroemde raceautocoureur Dale Earnhardt in 3: The Dale Earnhardt Story.
Simmons wordt ten slotte ook geprezen vanwege zijn hoofdrol als docent Fletcher in de muziek/dramafilm Whiplash uit 2014. Met deze vertoning heeft hij meerdere prijzen gewonnen, onder andere een Academy Award.
Minder bekend is dat Simmons ook de stem doet van de gele M&M in de reclamespotjes van dit snoepmerk. Ook doet hij stemwerk voor Norelco-razors. Net als veel van zijn Law & Order-medeacteurs had hij een gastrol in Homicide: Life on the Street.

## Filmografie
| - The Accountant 2 (2025) - Raymond King - Red One (2024) - Santa Claus - Spider-Man: Across the Spider-Verse (2023) - J. Jonah Jameson (stem) - Chip 'n Dale: Rescue Rangers (2022) - Captain Putty (stem) - The Tomorrow War (2021) - James Forester - Spider-Man: No Way Home (2021) - J. Jonah Jameson - Ghostbusters: Afterlife (2021) - Ivo Shandor - Venom: Let There Be Carnage (2021) - J. Jonah Jameson - Invincible (tv-serie, 2021) - Nolan Grayson / Omni-Man (stem) - Palm Springs (2020) - Roy Schlieffen - Spider-Man: Far From Home (2019) - J. Jonah Jameson - Renegades (2017) - Levin - Counterpart (tv-serie, 2017-2018) - Howard Silk - Justice League (2017) - James Gordon - Patriots Day (2016) - Jeffrey Pugliese - The Accountant (2016) - Raymond King - La La Land (2016) - Baas - Zootopia (2016) - Burgemeester Lionheart (stem) - Kung Fu Panda 3 (2016) - Kai (stem) - Gravity Falls (animatieserie, 2015-2016) - Stanford Pines (stem) - Enas Allos Kosmos (2015) - Sebastian - Lego Dimensions (2015) - Cave Johnson (computerspel, stem) - The Meddler (2015) - Zipper - Terminator Genisys (2015) - Rechercheur O'Brien - BoJack Horseman (animatieserie, 2014-2015) - Lennie Turtletaub (stem) - Major Lazer (tv-serie, 2014) - President Whitewall - Ava & Lala (2014) - General Tiger (stem) - Men, Women & Children (2014) - Allisons vader - Adventure Planet (2014) - President of Capitol State (stem) - The Rewrite (2014) - Dr. Lerner - Growing Up Fisher (tv-serie, 2014) - Mel Fisher - Murder of a Cat (2014) - Sheriff Hoyle - The Boxcar Children (2014) - Dr. Moore (stem) - Break Point (2014) - Jack - Barefoot (2014) - Dr. Bertleman - Whiplash (2014) - Terence Fletcher - Hulk and the Agents of S.M.A.S.H. (animatieserie, 2013-2015) - J. Jonah Jameson (stem) - Labor Day (2013) - Mr. Jervis - Family Tools (tv-serie, 2013) - Tony - 3 Geezers! (2013) - J Kimball - Dark Skies (2013) - Edwin Pollard - jOBS (2013) - Arthur Rock - Contraband (2012) - Captain Camp - Young Adult (2011) - Mavis's Publisher - The Good Doctor (2011) - Detective Krauss - Ultimate Spider-Man (animatieserie, 2012-2015) - J. Jonah Jameson (stem) - The Legend of Korra (animatieserie, 2012-2014) - Tenzin (stem) - The Words (2012) - Mr. Jansen - Portal 2 (2011) - Cave Johnson (computerspel, stem) - The Music Never Stopped (2011) - Henry Sawyer | - Generator Rex (animatieserie, 2010-2013) - White Knight (stem) - Megamind (2010) - Warden (stem) - An Invisible Sign (2010) - Mr. Jones - A Beginner's Guide to Endings (2010) - Uncle Pal - Cats & Dogs: The Revenge of Kitty Galore (2010) - Gruff K-9 (stem) - Crazy on the Outside (2010) - Ed - Jennifer's Body (2009) - Mr. Wroblewski - Up in the Air (2009) - Bob - Extract (2009) - Brian - Post Grad (2009) - Roy Davies - Aliens in the Attic (2009) - stem - I Love You, Man (2009) - Oswald Klaven - Red Sands (2009) - Lt. Col. Arson - The Way of War (2009) - Sergeant Mitchell - New in Town (2009) - Stu Kopenhafer - The Vicious Kind (2009) - Donald Sinclaire - The Way of War (2008) -Sergeant Mitchell - Burn After Reading (2008) - CIA-functionaris - Command & Conquer: Red Alert 3 (2008) - President Howard T. Ackerman - Juno (2007) - Mac MacGuff - Spider-Man 3 (2007) - J. Jonah Jameson - Rendition (2007) - Lee Mayer - Postal (2007) - Welles - The Simpsons ("Homerazzi") - stem van een tabloidredacteur - The Simpsons ("Moe'N'a Lisa") - stem van J. Jonah Jameson - Justice League Unlimited (tv-serie, 2006) - General Wade Eiling - The West Wing (2006, aflevering Duck and Cover) - Harry Ravitch - Thank You for Smoking (2006) - Budd "BR" Rohrabacher - First Snow (2006) - Vacaro - The Astronaut Farmer (2006) - Jacobsen - The Closer (tv-serie, 2005) - Hulpcommissaris Will Pope - Harsh Times (2005) - Agent Richards - 3: The Dale Earnhardt Story (tv-film, 2004) - Ralph Earnhardt - Spider-Man 2 (2004) - J. Jonah Jameson - The Ladykillers (2004) - Garth Pancake - Hidalgo (2004) - Buffalo Bill Cody - Spider-Man (2002) - J. Jonah Jameson - The Mexican (2001) - Ted Slocum - The Gift (2000) - Sheriff Pearl Johnson - Autumn in New York (2000) - Dr. Tom Grandy - For Love of the Game (2000) - Frank Perry - The Cider House Rules (1999) - Ray Kendall - Celebrity (1998) - Souvenirjager - The Jackal (1997) - Witherspoon - Oz (tv-serie, 1997) - Vernon Schillinger - Law & Order (tv-serie, 1994-2010) - Dr. Emil Skoda - Extreme Measures (1996) - Dokter Mingus |